# Distrito de Kolín
El Distrito de Kolín (en checo: Okres Kolín) es uno de los doce distritos de la región de Bohemia Central en Chequia. El centro administrativo es la ciudad Kolín.

## Localidades (población año 2018)
- Barchovice 232
- Bečváry 1.010
- Bělušice 305
- Břežany I 323
- Břežany II 824
- Býchory 616
- Cerhenice 1.685
- Červené Pečky 1.788
- Český Brod 6.992
- Choťovice 193
- Chotutice 509
- Chrášťany 739
- Církvice 146
- Dobřichov 745
- Dolní Chvatliny 478
- Dománovice 119
- Doubravčice 715
- Drahobudice 252
- Grunta 83
- Horní Kruty 519
- Hradešín 486
- Jestřabí Lhota 509
- Kbel 221
- Klášterní Skalice 134
- Klučov 1.027
- Kolín 31.355
- Konárovice 926
- Kořenice 638
- Kouřim 1.909
- Krakovany 826
- Křečhoř 471
- Krupá 396
- Krychnov 105
- Kšely 230
- Libenice 322
- Libodřice 298
- Lipec 180
- Lošany 317
- Malotice 331
- Masojedy 86
- Mrzky 153
- Nebovidy 707
- Němčice 370
- Nová Ves I 1.236
- Ohaře 289
- Ovčáry 875
- Pašinka 343
- Pečky 4.751
- Plaňany 1.873
- Pňov-Předhradí 551
- Polepy 647
- Polní Chrčice 166
- Polní Voděrady 172
- Poříčany 1.549
- Přehvozdí 281
- Přišimasy 809
- Přistoupim 447
- Radim 1.233
- Radovesnice I 373
- Radovesnice II 472
- Ratboř 572
- Ratenice 615
- Rostoklaty 520
- Skvrňov 216
- Starý Kolín 1.623
- Svojšice 547
- Tatce 637
- Tismice539
- Toušice 317
- Třebovle 510
- Tři Dvory 971
- Tuchoraz 502
- Tuklaty 991
- Týnec nad Labem 2.042
- Uhlířská Lhota 367
- Veletov 256
- Velim 2.170
- Velký Osek 2.353
- Veltruby 1.394
- Vitice 1.103
- Volárna 502
- Vrátkov 271
- Vrbčany 391
- Žabonosy 244
- Zalešany 99
- Zásmuky 1.947
- Ždánice 362
- Žehuň 436
- Žiželice 1.623